# Control-C
Control-C는 일상적인 컴퓨터 명령어이다. 대부분의 컴퓨터 자판에서 Ctrl 키를 누른 채 C 키를 누름으로써 발생된다.
실행 중인 프로그램을 제어하기 위해 Control 키를 사용하는 그래픽 사용자 인터페이스 환경에서 Control-C는 강조된 텍스트를 클립보드에 복사하기 위해 종종 사용된다.
대부분의 명령 줄 인터페이스 환경에서 Control-C는 현재의 작업을 중단하고 사용자 통제권을 다시 취득하기 위해 사용된다. 운영체제가 실행 중인 프로그램에 신호를 보내도록 하는 특수 시퀀스이다. 보통 이 신호는 종료를 발생시키지만 프로그램이 이를 캐치(catch)하여 다른 작업을 수행하는 경우도 있으며, 일반적으로는 사용자에게 통제권을 반환시킨다.

## 같이 보기
- 단축키